# Coyet
Coyet är en svensk adlig ätt, inflyttad från Brabant.
Ätten härstammar från Gillis Coyet, vilken i mitten av 1500-talet, undan religionsförföljelserna i Frankrike, flydde till Sverige, där han först var guldsmed i Stockholm och sedan (från 1576) kunglig myntmästare. Han avled 1600.
Hans son, Gillis Coyet som även han en tid var kunglig myntmästare, blev 1624 uppsyningsman för myntverket vid Kopparberget. Han flyttade 1629 till Ryssland, där han blev kanongjutare och dog i Moskva 1634. Hans båda söner, Peter Julius Coyet (1618-1667) och Fredrik Coyet (1620-1689), blev adlade 1649. Fredrik Coyet for ut till Nederländska Indien som köpman, och där torde hans ättegren ha utdött 1736.

En gren av ätten fick 1706 friherrlig värdighet, men utslocknade redan 1782; en annan blev friherrlig 1815, men utdog med stiftaren Gustaf Julius Coyet 1862.

## Personer med efternamnet Coyet
- Baltzar Fredrik Coyet (1651–1728), sjömilitär och kolonialman
- Carl Fredrik Coyet  (1768–1857), militär och tecknare
- Fredrik Coyet (1615–1687), kolonial ämbetsman
- Fredrik Julius Coyet (1684–1736), nederländsk kolonial äbetsman
- Gillis Coyet (död 1600), guldsmed
- Gustaf August Coyet (1809–1893), militär och godsägare
- Gustaf Wilhelm Coyet (1678–1730), militär
- Gösta Coyet (1853–1924), godsägare och hovmarskalk
- Henric Gideon Coyet (1725–1774), militär, fästningsbyggare
- Henriette Coyet (1859–1941), kulturperson, slottsfru
- Peter Julius Coyet (1618–1677), diplomat
- Sten Coyet (1688–1755), politiker
- Wilhelm Julius Coyet (1657–1709), ämbetsman